# Magyar Hajózási Szakgimnázium és Szakközépiskola
A Budapesti Gépészeti Szakképzési Centrum Magyar Hajózási Szakgimnáziuma és Szakközépiskolája Budapest XIII. kerületének egyik középfokú tanintézménye. Megközelíthető 14-es villamossal vagy a 30-as busszal a Rokolya utcai megállótól gyalog.

## Története
1949-ben alapították a Jász utcai Általános Iskolát, ahol azután, az alsó tagozattól eltekintve, minden osztályban középiskolai tanárok tanítottak.
Az 1956-os forradalom és szabadságharc leverése után új vezető került az iskola élére a tekintélyes megjelenésű Csongrádi Kornél személyében. Az 1960-as évek elején az iskola tizenkét évfolyamos intézménnyé fejlődött. Ez azt jelentette, hogy az általános iskola befejezése után a tanulók itt folytathatták tanulmányaikat mint gimnazisták az érettségiig. Két, illetve három párhuzamos gimnáziumi osztály indult, amihez új, fiatal tanárokat vettek fel. Köztük volt Sebestyén László matematika-fizika szakos tanár, a későbbi igazgatóhelyettes, valamint Szókontor Pál művésztanár is. A közismereti tárgyak mellett a latin nyelvet is tanították néhány évfolyamon keresztül.
Sok olyan kiváló diák került ki az akkori gimnáziumi osztályokból, mint Csapó Mária nyelvész-matematikus, Balatoni Mihály orvos, Koczor Mihály ortopédsebész, Bagi Gábor egykori külügyi államtitkár és több jogász is.
Az Kádár-korszak elején új igények merültek fel a hazai közoktatás területén, emiatt az 1960-as évek második felében új szakközépiskolák születtek. A Mahart patronálásával, néhány szakember munkája folytán az országban egyetlen ilyen típusú intézményként 1968-ban megszületett a Lékai János Hajózási Szakközépiskola. Ebben nagy szerepet játszott Horvai Árpád hajómérnök és Vass Nándor későbbi műhelyfőnök. Az induló iskola igazgatója Burján Ferenc, volt hajóskapitány lett. Az elméleti szakképzést Somogyi István és Fodor Attila mérnöktanárok képviselték. A műhely berendezése, felszerelése a hajózási szakemberek közül főként Kőrösi István műszaki igazgatóhelyettes, Debreczeni József és Szilágyi Róbert hajóépítő-mérnökök feladata volt.
A kibontakozott médiakampány nyomán a születő iskolában 1968 és 1972 között egyszerre három iskolatípus működött az épületben: a leépülő általános iskola és gimnázium mellett a fokozatosan kiépülő szakközépiskola.
Rövid időn belül az iskola jelentős szakmai hírnévre tett szert. Az ország minden részéből kiváló képességű és magas erkölcsi színvonalú diákok kerültek ide. Az Országos Szakmai Tanulmányi Versenyen (OKTV) rendszeresen az első három hely valamelyikét a magukénak tudhatták, a professzionalitásának köszönhetően a tanulók felvételi nélkül juthattak be a szakirányú felsőoktatási intézményekbe. Itt Mika Sándor, Hulik Imre, Ördögh Kristóf, Urbán András nevét érdemes megemlíteni. A hajózási szakterületen kívül a tanulók a közismereti tárgyakban is jeleskedtek. Számtalan jogász, ügyvéd és matematikus került ki soraikból: Bíró Tibor jogász, Borai Ákos, aki a bűnüldözésben országos hírnevet szerzett, Csengey Dénes költő, politikus.
Legjobb tanulók nemzetközi szakmai gyakorlaton tudtak részt venni, akár az akkori NSZK-ba Regensburgig, akár az Al-Dunán lefelé a Duna-deltáig hajózva. Ezeken az utakon a tavaszi szünetben időnként a tanári kar is velük tartott.
Az idők változásával ismét újabb kihívások, feladatok jelentkeztek. A rendszerváltás után, 1991-től az iskola profilja a hajózási szakma mellett kibővült a szállítmányozási ügyintéző, a kikötői technikus és a jövedéki ügyintéző feladatok elsajátításával. Természetesen ehhez kapcsolódott az angol és német nyelv ismerete, illetve fakultatívan a francia nyelv oktatása is.

## Tagozatok

### Szakgimnáziumi képzés
Technikumi 5 éves nappali képzés:
Hajózási technikus
Hajózási technikus (angol nyelvi előkészítő évfolyammal szervezett képzés)
Hajózási technikus (német nyelvi előkészítő évfolyammal szervezett képzés). 
Közlekedésüzemvitel-ellátó technikus
Technikumi 2 éves nappali képzés érettségi után: 
Közlekedésüzemvitel-ellátó technikus (Hajózási szakmairány)
Hajózási technikus (2 év)
- hajós osztály – 4 évfolyam - tagozatkód: 0162
- hajós osztály - 1 év nyelvi előkészítő évfolyam + 4 évfolyam - tagozatkód: 0164
- szállodahajós osztály – 4 évfolyam - tagozatkód: 0163
- szállodahajós osztály – 1 év nyelvi előkészítő évfolyam + 4 évfolyam - tagozatkód: 0165

### Szakközépiskolai képzés
Szakképző iskolai 3 éves nappali képzés:
Képesített hajós,
Kishajóépítő és -karbantartó
- Hajós szakmunkás – 3 évfolyamos képzés - tagozatkód: 0171
- Kishajóépítő- és karbantartó – 3 évfolyamos képzés - tagozatkód: 0172

A szakképzés befejezése után választható + 2 év /érettségire felkészítés/

### Esti képzés
Hajózási technikus (1 év),
Közlekedésüzemvitel-ellátó technikus (Hajózási szakmairány),
Képesített hajós

### Érettségivel rendelkezőknek
Közlekedésüzemvitel-ellátó technikus (hajózási szakmairány),
Vízügyi technikus - vízgépészet szakmairány,
Sportedző (vízi sportok) - sportszervező

### Felnőttképzés
Szállodahajós, szállodai személyzet,
Tisztítás-technológiai szolgáltatásvezető,
Fitness instruktor,
Személyi edző,
Munkavédelmi előadó,
Sportedző kajak-kenu sportágban,
Sportoktató kajak-kenu sportágban,
Sportszervező munkatárs